# Alydus calcaratus
Alydus calcaratus, auch Rotrückiger Irrwisch genannt, ist eine Wanze aus der Familie der Krummfühlerwanzen (Alydidae). Sie ist im nördlichen Mitteleuropa außerhalb der Alpen die einzige Art der Familie.

## Merkmale
Alydus calcaratus ist eine große, längliche und überwiegend schwärzlich gefärbte Wanze. Die Tiere erreichen eine Körperlänge von 10,0 bis 12,0 mm. Der Kopf ist so breit wie das Pronotum, die Hinterecken des Pronotums sind gerundet. Die Hinterschenkel (Femora) der Männchen sind verdickt und weisen auf der Unterseite mehrere kräftige Dornen auf. Wie bei allen Arten der Familie haben die Fühler vier Segmente, von denen das vierte gekrümmt ist. Der Körper ist schwärzlich, der Hinterleib (Abdomen) zeigt oberseits in der Mitte ein leuchtend oranges Feld, das jedoch nur im Flug sichtbar ist.

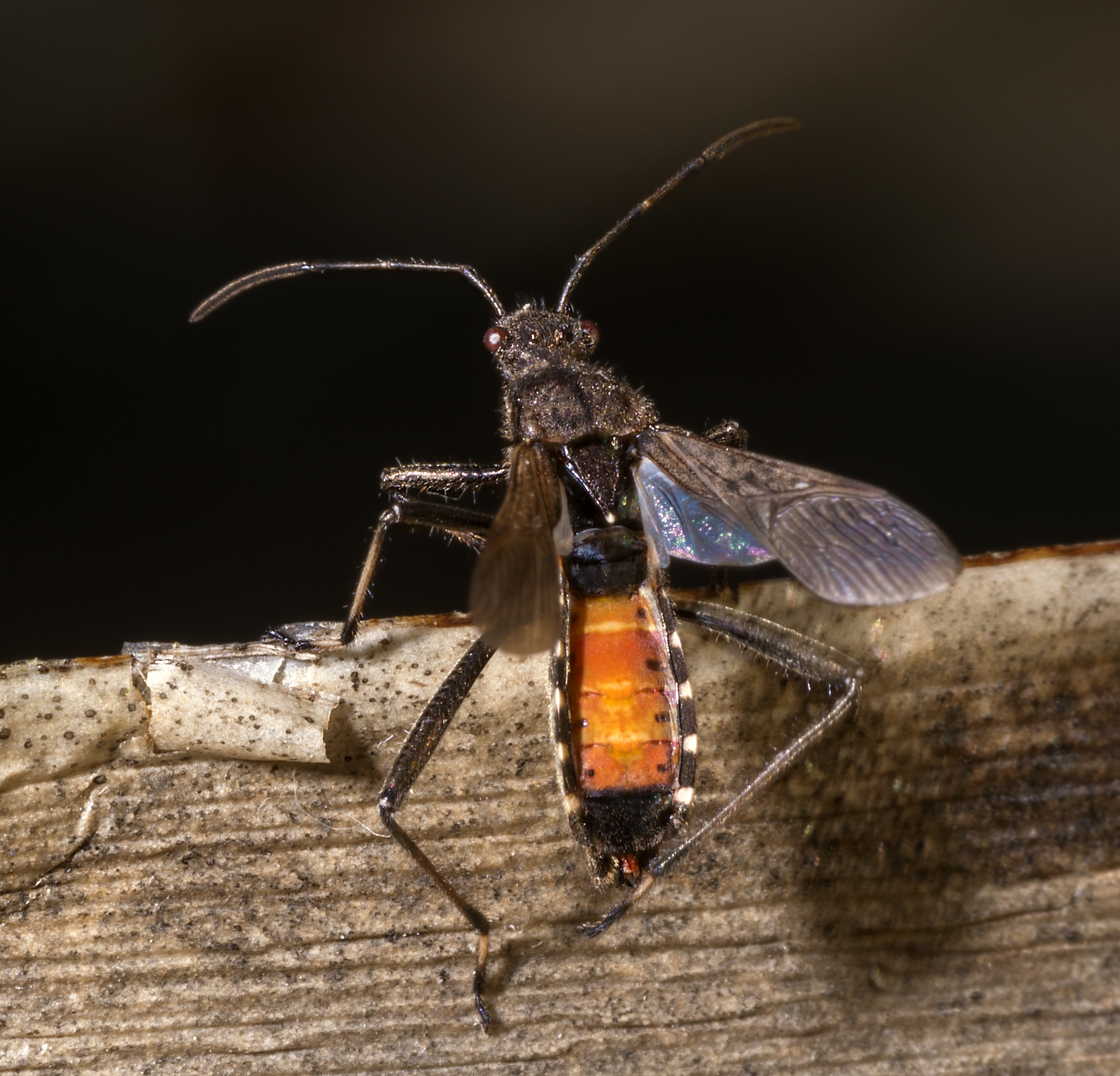
Alydus calcaratus mit gespreizten Flügeln

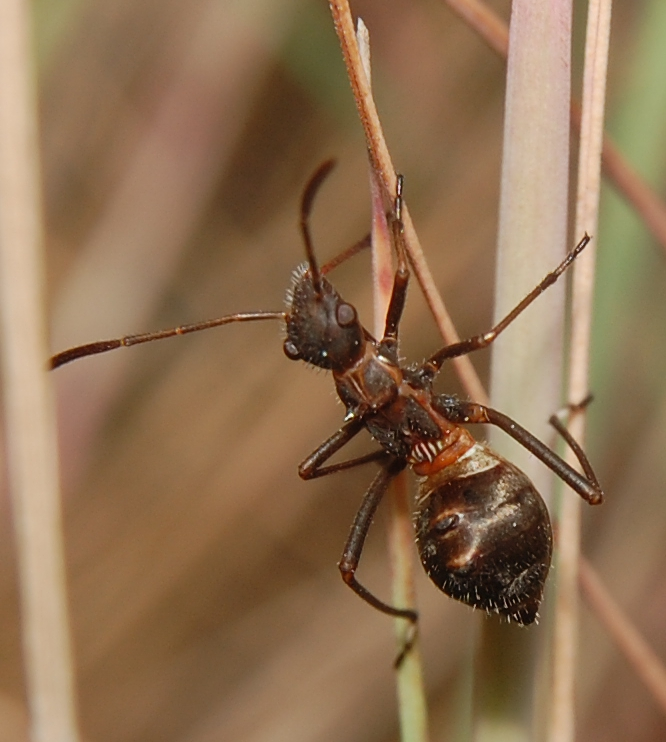
Junge Nymphe von Alydus calcaratus

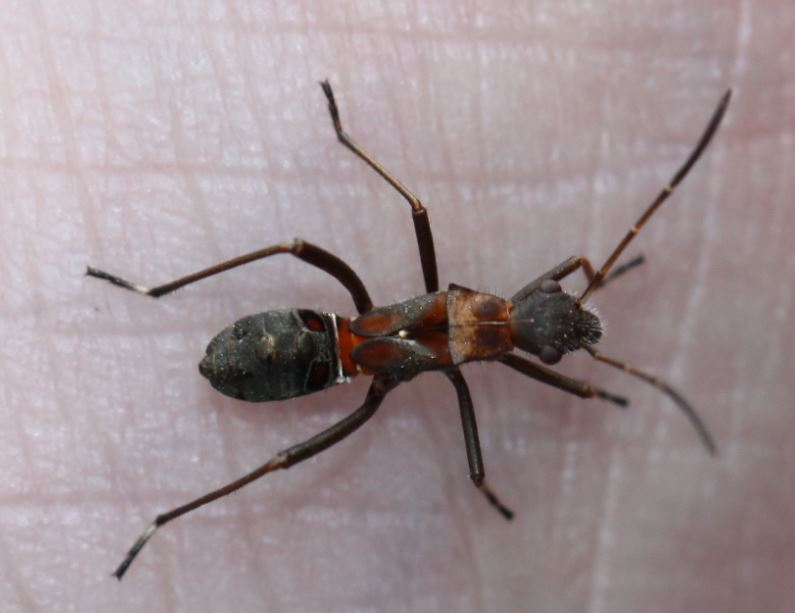
Nymphe von Alydus calcaratus

Die Nymphen zeigen ein ausgeprägtes Mimikry und sehen je nach Alter Ameisen der Gattungen Lasius bzw. Formica sehr ähnlich.

## Verbreitung und Lebensraum
Das holarktische Verbreitungsgebiet dieser Wanze reicht von den Britischen Inseln über fast ganz Europa nach Osten bis Jakutien und China. Darüber hinaus kommt die Art auch im Norden Nordamerikas von Alaska nach Osten bis Québec und im Westen der USA östlich bis Wyoming und in den Gebirgen bis in den Südwesten der USA vor. In Europa fehlt sie nur im Nordwesten der Britischen Inseln sowie im äußersten Norden. Alydus calcaratus ist in Deutschland und in Österreich weit verbreitet und meist nicht selten, sie fehlt jedoch weitgehend im nordwestdeutschen Tiefland und tritt auch im Westen Mecklenburg-Vorpommerns nur sehr vereinzelt auf.
Die Art besiedelt trockene und warme, offene Habitate und ist zum Beispiel häufig in Heiden zu finden. Sie bewohnt hier vor allem den Boden.

## Lebensweise
Alydus calcaratus ist wie alle Krummfühlerwanzen phytophag. Die Imagines und die Nymphen saugen überwiegend an heruntergefallenen Samen verschiedener Hülsenfrüchtler (Fabaceae), vor allem von Arten der Gattungen Sarothamnus, Cytisus, Genista und Ulex. Das Besaugen von Wirbeltieraas und Kot wurde mehrfach beobachtet.
Nach Schuster ist die Überwinterung als Imago dokumentiert, in der Waldsteppenregion Russlands überwintert die Art als Ei. In Deutschland können Imagines frühestens ab Mitte oder Ende Juni beobachtet werden. Die meisten Nachweise erfolgen Anfang August bis Mitte September, letzte Beobachtungen im Oktober. Die Tiere paaren sich von Juli bis September, Nymphen wurden von Mai bis August nachgewiesen. In anderen Teilen Europas weicht die Phänologie mindestens zum Teil deutlich ab. In der Waldsteppenregion Russlands treten zwei Generationen von Imagines auf, die erste ab Mitte Juni bis Mitte Juli, die zweite ab Anfang oder Mitte August.
Die Angaben zur Lebensweise der Nymphen sind widersprüchlich. Nach Schuster leben die Nymphen in Ameisennestern, nach einer anderen Quelle wird das lediglich für möglich gehalten und von Wachmann et al. gar nicht erwähnt. Wasmann konnte in den Niederlanden keine Nymphen von Alydus calcaratus in Ameisennestern nachweisen, fand jedoch Nymphen „in der Nachbarschaft“ der Nester von Formica rufibarbis. Die Art der Beziehungen der Nymphen zu Ameisen ist nach wie vor unklar.